# Jihane
 (avril 2021).
Si vous disposez d'ouvrages ou d'articles de référence ou si vous connaissez des sites web de qualité traitant du thème abordé ici, merci de compléter l'article en donnant les références utiles à sa vérifiabilité et en les liant à la section « Notes et références ».
Jihane ou Jihène ou Jihan (en prononçant la lettre H) est un prénom arabe et perse féminin.
Ce prénom ( جيهان ) signifie la vie sur terre et il est courant dans tous les pays arabes et surtout en Égypte.
Anciennement, dans la langue arabe classique, il a été utilisé avec la prononciation  جيْهان (Jaïhaen).
Ce mot probablement emprunté à la langue perse pourrait également être lié à différents autres mots arabes ayant la racine J-H-N :
- جُهانةٌ : jeune
- جَهَن   : se rapprocher
- جُهْنة  : couleur du ciel vers la fin de la nuit.

Dans la langue perse, le mot jahan ( جهان ), utilisé également comme prénom, signifie monde ou univers. 
Poétiquement, les origines perses de ce nom pourraient évoquer la magnificence, la somptuosité et la majesté de ce qui nous entoure.